# DJ producer
Il  DJ producer, da non confondere con il disc jockey, nell'ambito della musica elettronica moderna è colui che realizza, arrangia ed esegue brani musicali tramite strumentazione di tipo elettronico e, quasi sempre, un computer, spesso senza alcun utilizzo di musicisti o strumenti musicali, ma ricorrendo solo a tecnologie virtuali e digitali.

## Caratteristiche
Il ruolo non è da confondere con il produttore discografico, ovvero colui che investe e sostiene i costi per la realizzazione, distribuzione e la diffusione promozionale di opere musicali. 
Sfruttando il progresso tecnologico e l'abbattimento dei costi di registrazione, realizzabili oggi anche con un semplice computer e software installato, che hanno permesso la realizzazione di prodotti musicali anche in assenza di conoscenze musicali, il producer realizza in genere le sue opere sfruttando le possibilità di automazione e facilitazione dati da specifici software musicali, in grado di realizzare musica elettronica sfruttando sia l'uso dei campionamenti che il ricorso a "strumenti virtuali" , "sequencer" e "arranger", cioè strumenti o software in grado di creare in modo quasi autonomo e automatico gli arrangiamenti. Un producer può anche ricorrere all'uso di strumenti musicali acustici o comunque suonati,  quando in grado di averne le minime capacità tecniche e teoriche, o affidandosi all'ausilio di "turnisti". 
Spesso le sue competenze riguardano, più che le conoscenze musicali, una supervisione complessiva del lavoro e la eccellente capacità nel sapere usare le macchine e i software e la sensibilità nel creare lavori che incontrino il gusto del pubblico di riferimento, svolgendo quindi anche mansioni inerenti alle competenze del fonico e del produttore artistico oltre a quelle di autore, relativamente alle peculiarità della musica elettronica e alle possibilità date dall'evoluzione tecnologica che hanno permesso una semplificazione e assimilazione di questi ruoli, rendendoli più accessibili anche ad amatori e non professionisti o comunque non necessariamente dei musicisti o tecnici specialisti.
I primi ad introdurre il termine producer sono stati alcuni DJ di Chicago, Detroit e New York (tra la metà e la fine degli anni ottanta) che hanno contribuito con l'aiuto di varie drum machine (tra i quali Roland TR808 e 909) alla nascita della musica house e alla sua evoluzione in acid house ed electro house, a quella della techno e dell'hip hop, componendo basi musicali per il rap. Il primo DJ producer è considerato Afrika Bambaataa

## Attrezzatura
Chi si appresta alla produzione di un brano musicale, di solito fa uso di un insieme di attrezzature per la sintesi, l'editing, il processamento e l'acquisizione di suoni nonché per l'arrangiamento e il missaggio. Tutte queste apparecchiature solitamente elettroniche e/o meccaniche sono situate in un'unica infrastruttura, spesso, soprattutto in ambito professionale, coincidente con uno "studio di registrazione" (spesso ridotto in "home recording" in funzione dell'abbattimento dei costi e di riduzione delle macchine usate, soprattutto in fase di pre-produzione professionale o in ambito amatoriale). I brani composti da un DJ producer possono essere tendenzialmente realizzati interamente nel proprio studio, anche senza necessariamente fare ricorso ad altro personale ausiliario tecnico o artistico. 
In passato le apparecchiature potevano essere di tipo elettronico o in certi casi di tipo meccanico (lettori per nastri, tastiere, giradischi, ma anche unità per la generazione di effetti), oggi invece la distinzione è tra hardware e software. Nel secondo caso il centro dello studio è la digital audio workstation (DAW), ovvero come dice il nome un'apparecchiatura digitale che il produttore usa per effettuare operazioni complesse sull'audio, fino a costruire un arrangiamento. 
La DAW può essere uno dei numerosi supporti digitali disponibili, conformemente al rapido sviluppo tecnologico, il Digital Audio Tape, sigla con cui oggi si fa riferimento soprattutto al computer e alla sua capacità di memorizzazione,  all'interno del quale è presente il software detto sequencer. Spesso il sequencer è dotato di sintetizzatori ed effetti tramite dei plug-in, scritti in vari formati a seconda del software usato: VST, DirectX, RTAS e TDM (per Pro Tools), e AudioUnit (per MAC). Questi strumenti vengono suonati e controllati attraverso tastiera/e e controllers che si connettono alla DAW attraverso il protocollo MIDI (oggi implementato anche da altri protocolli più avanzati quali lo USB) e permettono di scrivere partiture e registrare i cambiamenti di vari parametri. Infine possono poi venire aggiunti elementi quali sintetizzatori o moduli di effetti "hardware", collegabili agli I/O della scheda audio. Nella maggioranza dei casi, gli studi sono formati da soluzioni "ibride" hardware/software; da un lato infatti è possibile trovare una grande qualità audio, dall'altra flessibilità e versatilità virtualmente infinita, e al crescere della potenza dei calcolatori, anche la possibilità di modellare suoni attraverso meccanismi e algoritmi estremamente complessi come vocal modeling.
Mentre nell'uso professionale, il producer spesso ricorre all'uso di campionamenti o parti musicali originali suonati e realizzati appositamente da musicisti, e di suoni appositamente creati e programmati, sfruttando al meglio l'interazione fra la programmazione della musica elettronica/digitale e la componente umana, creando così nuovi standard e sonorità esclusivi e originali, capaci anche di influenzare o creare le forme musicali, nelle produzioni minori, l'uso minimo e a volte semplicistico di strumenti e temi musicali e della programmazione di pattern ritmici di  "drum machine" , spesso implica che questi brani musicali usano di preferenza le numerose librerie di suoni e pattern ritmici o armonici disponibili in commercio o diversamente fruibili, o fanno ricorso al campionamento di parti di altri brani musicali già esistenti, poi mixati e processati in modo da renderli o singolarmente non riconoscibili o funzionali alla nuova composizione. Le librerie sono in generale già dotate di una licenza di utilizzo, in quanto i diritti di sfruttamento sono compresi nel prezzo di acquisto o concessi con licenze di libero utilizzo, soprattutto nell'uso non professionale (infatti royalties sono spesso comunque richieste anche da questo tipo di licenze in caso di utilizzo per prodotti e fini commerciali o professionali), mentre l'uso di parti di brani già esistenti, sia campionati o comunque risuonati o riprodotti oltre i limiti concessi dalla semplice "citazione" è rigidamente tutelato dalle norme sul diritto d'autore.